# Syair

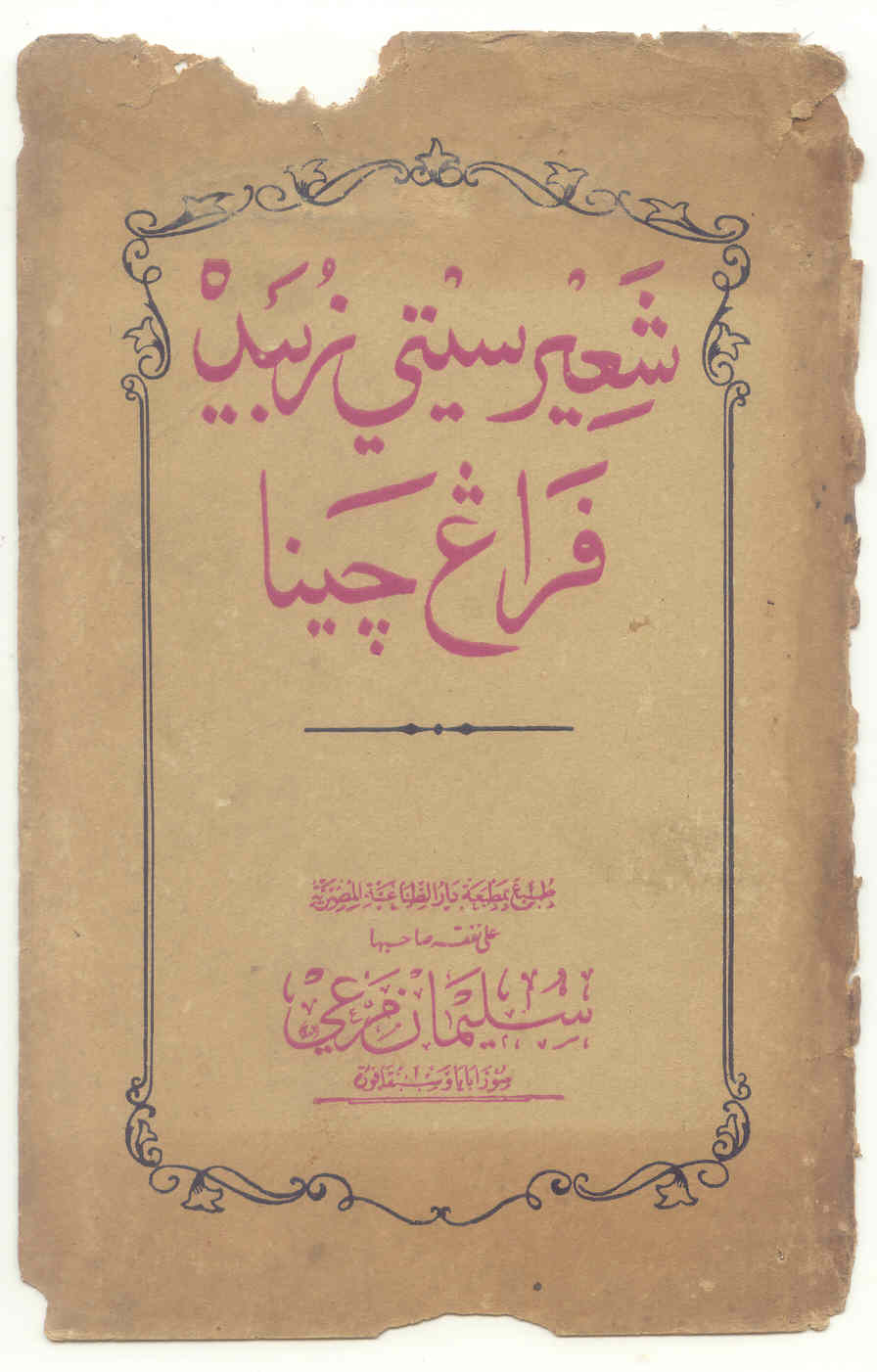
Titelblatt eines um 1900 in Ägypten hergestellten Steindrucks des Syair Siti Zubaidah Perang Cinah

Das Syair (Jawi شعير von arabisch شعر, DMG šiʿr ‚Gedicht‘) ist eine klassisch-malaiische Gedichtform, die aus mehreren Vierzeilern mit gleichem Reim besteht. Es folgt also dem Reimschema [aa aa], [bb bb], [cc cc] usw. Das Syair war das Hauptgenre klassischer malaiischer Dichtung. Es war dafür gedacht, laut gelesen oder zu bestimmten Melodien vorgetragen zu werden. Es kann erzählenden oder didaktischen Charakter haben, der Vermittlung philosophischer oder religiöser Ideen dienen oder auch ein historisches Ereignis beschreiben. Die malaiische Literatur ist reich an erzählerischen Syairs. Manche romantische Hikayat-Erzählungen wurden nachträglich in Syair-Form gebracht.

## Aufbau und Prosodie
Im Gegensatz zum Pantun, das nur aus einem Vierzeiler besteht, besteht das Syair aus mehreren Strophen. Wie beim Pantun besteht aber die einzelne Zeile des Syair üblicherweise aus vier Wörtern. Üblicherweise enthält eine Syair-Zeile neun bis 13 Silben, wobei Verse mit neun bis zehn Silben am häufigsten sind. Die einzelnen Verse sind durch eine Zäsur in zwei ungefähr gleich lange Hemistichien geteilt und bilden in den meisten Fällen vollständige syntaktische Einheiten.
Der folgende Auszug aus dem Syair Burung Pungguk („Gedicht der Eule“), in dem die Zäsuren zwischen den Hemistichien mit einem Schrägstrich (/) gekennzeichnet sind, vermittelt einen Eindruck von der Gedichtform des Syair:
Dengarkan tuan / mula rencana

Disuratkan oleh / dagang yang hina,

Karangan janggal, / banyak tak kena,

Daripada paham / belum sempurna.

Daripada hati / sangatlah morong

Dikarangkan syair / seekor burung

Sakitnya kasih / sudah terdorong

Gila merawan / segenap lorong

Pertama mula / pungguk merindu

Berbunyilah guruh / mendayu-dayu

Hatinya rawan / bercampur pilu

Seperti dihiris / dengan sembilu.

Pungguk bermadah / seraya merawan

Wahai bulan, / terbitlah tuan

Gundahku / tidak berketahuan

Keluarlah bulan / tercelah awan!
Hört, o Herr, den Anfang der Geschichte,

Aufgeschrieben von einem elenden Vagabund,

Die Komposition ist ungeschickt und unpassend,

Weil mein Verstand noch nicht perfekt ist.

Da mein Herz schwermütig ist,

Habe ich ein Gedicht über einen Vogel abgefasst,

Den die Liebeskrankheit dazu brachte,

Verrückt und aufgewühlt durch alle Straßen zu fliegen.

Zum ersten Mal schmachtete die Eule vor Liebe.

Als der Donner in der Ferne grollte,

Wurde ihr Herz ganz traurig und betrübt,

Wie mit einem Messer in Stücke geschnitten.

Die Eule sprach mit trauriger Stimme:

„O Mond, mein Herr, geh auf!

Meine Traurigkeit ist unverständlich.

Tritt heraus, Mond, zwischen den Wolken!“
Nach G.L. Koster hat jede Syair-Zeile grundsätzlich vier Akzentstellen, zwei auf jeder Seite der Zäsur. Zeilen mit nur drei Akzentstellen kommen vor, sind aber extrem selten. Da die einzelnen Zeilen üblicherweise auch aus vier Wörtern bestehen, hat jedes Wort in der Regel einen Akzent. Als Wörter gelten hierbei nur die Grundwörter ohne Prä- und Suffixe. Die Akzentstelle richtet sich nach dem in der malaiischen Sprache üblichen Wortakzent. Das bedeutet, dass die Wörter auf der vorletzten Silbe betont werden, es sei denn, diese enthält den Murmellaut e (pepet), denn in diesem Fall geht der Akzent auf die letzte Silbe über. Einsilbige Wörter wie di, yang und ke erhalten in der Regel keinen Akzent. Wörter mit vier oder mehr Silben können zwei Akzente erhalten.
In dem folgenden Beispiel, der ersten Strophe des Syair Ken Tambuhan, sind die Grenzen zwischen den Akzenteinheiten mit einem Schrägstrich (/) und die Zäsuren mit zwei Schrägstrichen (//) gekennzeichnet:
Adápun / ákan // Kén / Tambúhan

Bermímpi / búlan // játuh / ke ribáan

Cahayánya / límpah // sekalían / bádan

Pínggang / dibelít // nága / gentáran
Was Fräulein Tambuhan betrifft, so

Träumte sie, dass der Mond ihr in den Schoß fiel,

Sein Licht durchflutete ihren ganzen Körper,

Eine schreckliche Schlange wand sich um ihre Hüfte.

## Geschichte
Das Wort Syair bezeichnete im Malaiischen ursprünglich Gedichte jeder Art, ohne auf eine bestimmte Gedichtform festgelegt zu sein. Der erste Dichter, der die Gedichtform verwendete, die später als Syair bekannt wurde, war der malaiische Mystiker Hamza Fansuri (um 1600), der in Nordsumatra lebte. A. Teeuw vermutet, dass er sich dabei am arabisch-persischen Rubāʿī orientierte, denn seine Gedichte wurden von Kommentatoren als Rubāʿī eingeordnet. V. Braginsky dagegen meint, dass die Struktur des Syair an die arabisch-persische Reimprosa angelehnt ist und andererseits eine Art Transformation der malaiischen mündlichen Dichtungstradition darstellt.
Hamzah Fansuri nutzte seine Syair-Gedichte vor allem, um seinen religiösen Gedanken Ausdruck zu verleihen, wie in diesem Fragment:
Hunuskan pedang, bakarkan sarong!

Isbatkan Allah, nafikan patong,

Laut tauhid yogia kau-harong,

Disanalah engkau tempat bernaung.
Zieh das Schwert, verbrenn die Scheide!

Bestätige Gott und verneine die Götzen,

Das Meer des Tauhīd musst Du durchwaten,

Denn dort hast Du einen Ort des Schutzes.
In einem anderen Syair berichtet Hamzah Fansuri von seinen Erfahrungen bei der Suche nach Gott:
Hamzah Fansuri di dalam Mekah,

Mencari Tuhan di Baitul Kaabah,

Dari Barus ke Kudus terlalu payah,

Akhirnya dapat di dalam rumah.
Hamzah Fansuri in Mekka

Suchte Gott im Haus der Kaaba,

Von Barus bis zum Heiligtum ist es äußerst mühsam,

Schließlich fand er Ihn zu Hause.
Die von Hamzah Fansuri entwickelte Gedichtform wurde jedenfalls um 1670 unter seinem Einfluss auch für eine Schilderung des Krieges zwischen Holländern und Makassaren benutzt. In der Zeit von François Valentijn (gest. 1727) wurde für Hamzah Fansuris Gedichte, die sehr populär waren, die Bezeichnung Syair üblich. Dadurch wurde Syair auch allmählich zur Bezeichnung einer bestimmten Gedichtform. Eine klare Abgrenzung des Syair als spezieller Gedichtform erfolgte allerdings erst im 19. Jahrhundert durch den malaiischen Literaten Raja Ali Haji (gest. 1869 oder 1875) in der Einführung zu seiner Gurindam-Sammlung.
Im 19. Jahrhundert war das Syair eine der beliebtesten Gattungen traditioneller malaiischer Literatur. Die Liste der am meisten gedruckten Werke wurde von sieben Syairs angeführt. Diese waren der Popularität nach: Syair Abdul Muluk, Syair Siti Zubaidah, Syair Haris Fadhillah, Syair Juragan Budiman, Syair Unggas, Syair Kiamat und Syair Dagang. Bis zum Zweiten Weltkrieg war das Syair die populärste Form des malaiischen Langgedichts und wurde auch in Zeitungen und Zeitschriften verwendet. Auch die Hikayat Faridah Hanom von Sayyid Shaykh al-Hadi ist mit Syair-Gedichten durchsetzt. Nach dem Zweiten Weltkrieg ist das Syair jedoch weitgehend durch die freie Gedichtform des sajak verdrängt worden.

## Varietäten
V. Braginsky unterscheidet thematisch zwischen romantischen, historischen, allegorischen, erbaulich-didaktischen, religiösen und mystische Syair-Gedichten. Allegorische Syairs sind ähnlich wie romantische Syairs, allerdings sind ihre Protagonisten Blumen, Vögel und Tiere.

## Belege
1. ↑  Braginsky: The Heritage of Traditional Malay Literature. 2005, S. 301.
2. 1 2  Koster: Roaming through Seductive Gardens. 1997, S. 36.
3. ↑  Bin Osman: Classical and modern Malay literature. 1976, S. 139.
4. ↑  Bin Osman: Classical and modern Malay literature. 1976, S. 138.
5. ↑  Teeuw: The Malay shair; Problems of origin and tradition. 1966, S. 432.
6. ↑  Braginsky: The Heritage of Traditional Malay Literature. 2005, S. 302.
7. ↑  Zitiert nach Braginsky: The Heritage of Traditional Malay Literature. 2005, S. 302.
8. ↑  Koster: Roaming through Seductive Gardens. 1997, S. 37.
9. ↑  Koster: Roaming through Seductive Gardens. 1997, S. 38.
10. ↑  Koster: Roaming through Seductive Gardens. 1997, S. 41.
11. ↑  Teeuw: The Malay shair; Problems of origin and tradition. 1966, S. 435f.
12. ↑  Brakel: Die Volksliteraturen Indonesiens. 1976, S. 13.
13. ↑  Teeuw: The Malay shair; Problems of origin and tradition. 1966, S. 439.
14. ↑  Braginsky: The Heritage of Traditional Malay Literature. 2005, S. 311.
15. ↑  Brakel: Die Volksliteraturen Indonesiens. 1976, S. 13f.
16. ↑  Barus war der Geburtsort Hamza Fansuris.
17. ↑  Bin Osman: Classical and modern Malay literature. 1976, S. 139f.
18. 1 2  Teeuw: The Malay shair; Problems of origin and tradition. 1966, S. 440.
19. ↑  Teeuw: The Malay shair; Problems of origin and tradition. 1966, S. 437f.
20. ↑  Teeuw: The Malay shair; Problems of origin and tradition. 1966, S. 437f.
21. ↑  Edwin Paul Wieringa: Frauenemanzipation oder literarische Konvention?: Zum Thema "Die Frau, die auszog, ihren Mann zu erlösen" im malaiischen Syair Saudagar Bodoh (± 1861) von der Dichterin Raja Kalzum in Zeitschrift der Morgenländischen Gesellschaft 147 (1997) 195–211. Hier S. 196. Digitalisat
22. ↑  Bin Osman: Classical and modern Malay literature. 1976, S. 140, 152.
23. ↑  Bin Osman: Classical and modern Malay literature. 1976, S. 140.
24. ↑  Braginsky: The Heritage of Traditional Malay Literature. 2005, S. 313.